# Jakub Müller (hokeista)
Jakub Müller (ur. 23 sierpnia 1999 w Slaným) – czeski hokeista.

## Kariera
- PZ Kladno U16 (2013-2015)
- PZ Kladno U18 (2014/2015)
- Rytíři Kladno U18 (2015-2017)
- Rytíři Kladno U20 (2017-2018)
- SaiPa U20 (2018-2019)
- HC Slovan Ústí nad Labem (2019-2020)
- HK Martin (2020-2021)
- Cracovia (2021–2022)
- Chamonix (2022-)

Wychowanek HK Kladno. Grał w drużynach juniorskich z tego miasta. W sierpniu 2018 został zawodnikiem fińskiego klubu SaiPa i przez rok grał w klubowym zespole do lat 20. W połowie 2019 wrócił do Kladna, skąd we wrześniu tego samego roku został wypożyczony do HC Slovan Ústí nad Labem w 1. lidze czeskiej. Będąc bez klubu w połowie grudnia 2020 został zakontraktowany przez HK Martin w 1. lidze słowackiej. Pod koniec września 2021 został zaangażowany przez Comarch Cracovię z Polskiej Hokej Lidze. Od czerwca 2022 zawodnik francuskiego Chamonix.
Był kadrowiczem reprezentacji Czech do lat 19 i do lat 20.

## Sukcesy
Klubowe
- Puchar Polski: 2021 z Cracovią
- Puchar Kontynentalny: 2022 z Cracovią